# Star Wars: Knights of the Old Republic
Star Wars: Knights of the Old Republic, noto anche con l'acronimo KOTOR, è un videogioco di ruolo del 2003, sviluppato da BioWare e pubblicato da LucasArts per Xbox e Microsoft Windows. È stato distribuito a partire dal 15 luglio 2003 in Nord America e dal 12 settembre 2003 in Europa.
Il 9 settembre 2021 è stato annunciato un remake per PlayStation 5 e PC.
Knights of the Old Republic è il primo gioco di ruolo ambientato nell'Universo espanso di Guerre stellari. Il gioco permette al giocatore di essere sia buono (lato chiaro) che cattivo (lato oscuro) usando un sistema di allineamento che registra le azioni, dalla semplice scelta delle parole a scelte importanti per la trama, basato su quale dei due percorsi il giocatore sta seguendo.
Il sistema del gioco è basato sul gioco di ruolo Star Wars - Il gioco di ruolo (Star Wars Roleplaying Game) della Wizards of the Coast. Il sistema di combattimento è a turni, in tempo semi-reale. Il numero di azioni che i combattenti possono compiere ad ogni turno è limitato. Anche se la durata di ogni turno è fissata intorno a un certo intervallo di tempo reale, il giocatore può impostare il sistema per mettersi in pausa quando accadono eventi specifici o alla fine di ogni round.

## Trama
Knights of the Old Republic introduce il giocatore nell'universo di Guerre stellari, in un periodo stabilito attorno al 3.956 BBY, circa 4.000 anni prima degli eventi accaduti nel film Una nuova speranza. La storia inizia su una nave della Repubblica Galattica, la Endar Spire, che cade in un'imboscata dei Sith Fighter in orbita attorno al pianeta Taris. Sfuggendo alla distruzione della nave, il giocatore e Carth Onasi atterrano sul pianeta a bordo di un guscio di salvataggio. La loro prima priorità è trovare Bastila Shan, una giovane Jedi che stava accompagnando i due sulla Endar Spire e che possiede il raro potere della Forza della meditazione da battaglia. Un anno prima Bastila aveva usato questo potere per assalire la nave del signore oscuro dei Sith Darth Revan; nella confusione l'apprendista di Revan, Darth Malak, attaccò la nave di Revan e uccidendolo prese il suo posto come capo supremo dei Sith. Malak ora cerca Bastila perché teme i suoi poteri, per distruggerla o per usarla come arma contro la Repubblica.
Il personaggio del giocatore è un maschio/femmina (in base alla scelta del giocatore), che fugge dalla Endar Spire con il compagno Carth Onasi. La loro scialuppa si schianta nella città superiore di Taris dove iniziano la ricerca di Bastila. Il salvataggio di Bastila permette loro di lasciare il pianeta momenti prima che venga distrutto dalla flotta Sith. I compagni giungono su Dantooine dove il giocatore impara a conoscere la Forza e diventa uno Jedi. Il consiglio Jedi affida ai compagni la missione di ricercare alcune mappe stellari che indicano le coordinate esatte della Star Forge, una potente stazione spaziale semi-senziente costruita dai rakata al culmine della loro egemonia. Nutrendosi dell'energia di una stella vicina e del lato oscuro essa permette di produrre in breve tempo una quantità pressoché infinita di navi spaziali, droidi e altro materiale da guerra, e viene sfruttata da Darth Malak per incrementare le file del suo esercito. Nel mezzo della missione, un confronto faccia a faccia tra Malak e il giocatore rivela che il giocatore stesso è in realtà Revan, il vecchio signore oscuro, che aveva perso la memoria dopo il tradimento del suo allievo. Durante questo imprevisto Bastila viene catturata e convertita al lato oscuro.
Dopo aver trovato tutti gli indizi, il giocatore viaggia verso il mondo sconosciuto di Rakata Prime dove la Ebon Hawk si schianta. Il giocatore incontra difficoltà nelle relazioni con la popolazione nativa, ma al termine riesce a raggiungere il tempio sacro, dove Bastila è in attesa a sua insaputa. Sul tempio si deve compiere una scelta che riguarda se rimanere con i propri compagni (percorso del lato chiaro), per distruggere la Star Forge e sconfiggere la minaccia dei Sith, oppure unirsi a Bastila (percorso del lato oscuro), e prendere il posto di Darth Malak come signore oscuro. Quale che sia la scelta del giocatore, Revan abbandona la galassia per dirigersi verso le Regioni Ignote, con lo scopo di distruggere l'impero dei veri Sith.

## Personaggi e organizzazioni
Il gioco segue le avventure di un gruppo di personaggi che si ingrandisce col prosieguo della storia. Il giocatore controlla un giovane soldato imbarcato a bordo della nave repubblicana Endar Spire, che si scoprirà in seguito essere Darth Revan. A questi si aggiungono il veterano comandante della nave, Carth Onasi, la twi'lek Mission Vao accompagnata dal suo compagno wookie Zaalbar, la Jedi Bastila Shan, il mercenario mandaloriano Canderous Ordo e l'astrodroide T3-M4, che aiuta il gruppo a lasciare il pianeta Taris. Il gruppo intraprende un viaggio attraverso la galassia a bordo della Ebon Hawk al fine di trovare la Star Forge. Altri personaggi che possono o meno unirsi al gruppo in base alle scelte intraprese dal giocatore sono i due Jedi Juhani e Jolee Bindo e il droide assassino HK-47.
Gli antagonisti includono il signore oscuro dei Sith Darth Malak, il suo discepolo Darth Bandon, la gang dei Vulkar Neri e il suo leader Brejik, il boss criminale Davik Kang, il cacciatore di taglie Calo Nord, il fratello di Zaalbar, Chuudar e l'ammiraglio Sith Saul Karath. Nel corso dell'avventura il giocatore può inoltre accettare missioni per conto della Czerka Corporation, una compagnia commerciale che produce armi e che è invischiata in una serie di operazioni criminose e immorali, o dell'associazione segreta di caccitatori di taglie Genoharadan.

## Modalità di gioco
Il gioco si basa su una combinazione di dialoghi, enigmi e combattimenti in comune stile gioco di ruolo. Le azioni di combattimento sono svolte a turni, e il gioco viene messo in pausa al presentarsi di una situazione di combattimento: questa accortezza permette al giocatore di accumulare un massimo di cinque azioni in una coda specifica. Si può disporre di armi bianche, pistole, armi pesanti, granate, mine ed ovviamente spade laser, che qui sono potenziabili. È possibile cambiare il colore della lama tramite un cristallo principale, mentre due cristalli secondari garantiscono caratteristiche aggiuntive. Il colore della lama indica l'appartenenza a una classe Jedi.

### Classi iniziali del giocatore
Sono impostabili durante la creazione del personaggio.
- Soldato ha una maggiore capacità in combattimento e maggiore resistenza
- Esploratore ha un bilanciamento tra combattimento e resistenza
- Canaglia ha un maggior numero di caratteristiche spendibili

### Classi di prestigio del giocatore
Sono impostabili quando il giocatore raggiunge Dantooine e giunge dinanzi al Consiglio Jedi.
- Guardiano Jedi ha una elevata capacità in combattimento e molta resistenza
- Sentinella Jedi ha un bilanciamento tra le capacità e buone abilità nella Forza
- Console Jedi ha ottime abilità nella Forza con minore resistenza

Le specifiche di ogni singola classe di prestigio sono:
| Classe          | colore lama | pt. vita/livello | pt. forza/livello | progressione | progressione    |
| Classe          | colore lama | pt. vita/livello | pt. forza/livello | abilità      | caratteristiche |
| --------------- | ----------- | ---------------- | ----------------- | ------------ | --------------- |
| Guardiano Jedi  | blu         | 10               | 4                 | lenta        | rapida          |
| Sentinella Jedi | giallo      | 8                | 6                 | media        | lenta           |
| Console Jedi    | verde       | 6                | 8                 | lenta        | lenta           |

## Accoglienza
Il videogioco è stato generalmente considerato dalla critica specializzata come un ottimo prodotto. Knights of the Old Republic ha vinto numerosi premi, tra cui il Game Developers Choice Awards come miglior gioco dell'anno, il premio BAFTA Games Awards come miglior gioco per Xbox, Interactive Achievement Awards come migliore videogioco di ruolo per console e per computer ed è stato nominato come Pezzo di Platino della Xbox.
Molta parte della critica ha accolto Knights of the Old Republic addirittura con entusiasmo. È stato riconosciuto come gioco dell'anno da diverse fonti tra cui IGN, Gamespot, Computer Gaming World, PC Gamer, GMR Magazine, The Game Developers Choice Awards, Xbox Magazine, e G4.
Nel Game Developers Choice Awards del 2004, HK-47 è stato dichiarato come personaggio vincitore della categoria "Original Game Character of the Year". Nel 2007, una sequenza o evento all'interno del gioco è stato premiato con il secondo posto nella classifica dei primi dieci colpi di scena nel mondo dei videogiochi.
Il Los Angeles Times ha dichiarato che Knights of the Old Republic è uno dei lavori più importanti e influenti nella saga di Guerre stellari e nel suo universo espanso.

## Contenuti tagliati
Alcune parti del gioco sono state tagliate o riscritte a causa di vari motivi (mancanza di tempo, incoerenze nella storia, ecc...). Non compromettono comunque la solidità della trama.
- Il pianeta vulcanico Sleheyron[8]
- Una estensione della missione su Taris riguardante le Swoop Bike, nella quale si deve visitare un secondo livello della base Vulkar e il giocatore deve mascherarsi come Vulkar per infiltrarsi.
- Un finale alternativo per il giocatore femminile del Lato Oscuro, nel quale si può scegliere di uccidere Bastila Shan e morire assieme a Carth Onasi sulla Star Forge.
- Deadeye Duncan si mostra su Manaan dopo il disastro di Taris per chiedere al giocatore di usare il nome "Misterioso Straniero" usato dal giocatore per i combattimenti nell'arena (questo è disponibile come mod sviluppato da terze parti).
- La possibilità di comprare parti per la moto Swoop. Sul tracciato di Tatooine, quando il giocatore parla con Nico, può chiedere informazioni riguardo a un posto da cui comprare parti per la moto. Lo sviluppatore Bioware ha lasciato il dialogo erroneamente.
- Belaya, una Jedi amica di Juhani, sarebbe dovuta essere uccisa sulla nave Leviathan nel caso il giocatore avesse scelto di tenere Juhani nel gruppo.
- Così come per altre configurazioni del gruppo, se Juhani e Canderous avessero fatto parte del gruppo avrebbero dovuto parlare in un dialogo riguardante la invasione Mandaloriana di Cathar.